# Kərimbəyli (Füzuli)
Kərimbəyli è un comune dell'Azerbaigian situato nel distretto di Füzuli. Conta una popolazione di 2 403 abitanti.